# Garo (телесериал)
Гаро (яп. 牙狼 -GARO- （ガロ）, "Клыкастый Волк"),также именуемый Золотой рыцарь Гаро — японский телесериал в жанрах мистики, ужасов и токусацу. В отличие от всех прочих сериалов в последнем жанре, ориентирован на взрослую аудиторию. Оригинальный сериал выходил на канале TV Tokyo с 7 октября 2005 года по 31 марта 2006 года, продлившись 25 эпизодов. Годы спустя сериал стал родоначальником собственной франшизы, насчитывающей ещё несколько сезонов (из которых не все связаны с первым), несколько полнометражных фильмов и спин-оффы (игровые и аниме).

## Вселенная
Действие сериала разворачивается в вымышленной версии нашего мира, в которой помимо людей существует Ужасы (Хорроры) — демоны, которые вселяются в тела людей с осквернённой душой и начинают в кровожадном смысле осуществлять их заветные желания, фактически просто используя их для питания людьми. Для борьбы с Ужасами существует орден волшебников Макай, который отслеживает их по всему миру и истребляет, защищая мирных людей и заодно скрывая от них эту правду.
Конкретно истреблением Ужасов занимаются так называемые Макай Рыцари — воины, которые уничтожают Ужасов с помощью специального оружия, изготовленного из волшебного Металла Души (который для обычных людей неподъёмно тяжёлый). Схватку с каждым Ужасом они начинают просто с помощью оружия и боевых искусств, но затем, когда Ужас принимает свой истинный облик монстра, рыцарь с помощью своего оружия призывает волшебные доспехи, обычно стилизованные под волков. Эти доспехи также изготовлены из Металла Души и могут быть на носителе только по 99 секунд, иначе он потеряет над ними контроль.
Помощниками Макай Рыцарей являются Макай Жрецы — волшебники, которые помогают отследить местоположение очередного Ужаса с помощью магии и периодически сами участвуют в бою. Их основным инструментом для осуществления заклинаний и обрядов является Мадо Кисть, которая в целом выглядит просто как большая художественная кисть с белой щетинкой. Также каждый Макай Рыцарь имеет при себе Мадогу — волшебного говорящего талисмана-помощника, который служит локатором Ужасов и иногда советчиком.
Протагонистами всех основных проектов франшизы являются носители титула Золотого рыцаря Гаро, который считается самым сильным и уважаемым среди всех Макай Рыцарей. Его отличительной чертой, помимо доспехов, являются красные ножны меча (они становятся таковыми автоматически, когда Гаро получает и заслуживает свой титул). В каждом сезоне Гаро противостоит новому заговору Ужасов, параллельно встречая и заводя дружбу с другими Макай Рыцарями. Мадогу всех Гаро — кольцо-череп Заруба, который является единственным персонажем, фигурирующим абсолютно во всех проектах франшизы.

## Список проектов франшизы

### Сезоны
- Гаро (яп. Garo): оригинальный сериал и основатель франшизы. Главным героем выступает Кога Саедзима, который при поддержке Рэя Судзумуры (Серебряного рыцаря Зеро) должен остановить бывшего ученика своего отца Тайги, Бараго (Тёмный рыцарь Киба), от пробуждения Мессии — самого верховного из всех Ужасов.
- Гаро: Хроники войны Рыцарей (яп. Garo: Makai Senki): продолжение истории Коги. Всех Макай Рыцарей кто-то помечает Печатью Разрушения, которая приближает их смерть при ношении доспехов. Кога и Рэй должны выяснить личность таинственного злодея в маске…
- Гаро: Сияющий во тьме (яп. Garo: Yami o Terasu Mono)[1]: начало истории Рюги Догая — нового Гаро из недалёкого будущего, получившего доспехи после смерти последнего Гаро из рода Саэдзима. Появляется новый тип Ужасов под названием Мадо Ужасы (или Колдовские Хорроры), которых труднее опознать. Рюга и его новые друзья из футуристического города Вол-сити должны победить этих новых Ужасов, ведь это только начало кошмара…
- Гаро: Цветок Макай (яп. Garo: Makai No Hana): история Райги Саэдзимы, сына Коги. Некий Ужас разрушает гробницу сверхмощного Ужаса-цветка Эрис, заодно освободив других Ужасов, запечатанных внутри его крышки. На помощью Райге присылают Маюри — девушку с запечатанным внутри неё Ужасом, которую используют как Мадогу для поглощения Ужасов Эрис[2][3].
- Гаро: Золотой шторм[4] (яп. Garo: Gold Storm): второй сезон про Рюгу Догая. Вместе со своей помощницей Риан (также персонажем из прошлой истории) он прибывает в новый город, где вынужден столкнуться с Ужасом, некогда бывшим Макай Рыцарем…
- Гаро: Истории мира Макай (яп. Garo: Makai Retsuden): сезон-антология, каждая серия которого рассказывает о разных персонажах из предыдущих сезонов. Создан в честь десятилетия франшизы[5].
- Гаро: Дорога противостояния[6] (яп. Garo: Versus Road): разворачивается в альтернативном измерении. Сотня подобранных людей попадает в игру в виртуальной реальности, где должны убивать друг друга и Ужасов. Последний оставшийся получит право стать Гаро…

### Телевизионные и театральные фильмы
Режиссёром всех фильмов является Кейта Амимия.
- Гаро: Зверь Демонической ночи (яп. Garo Special: Beast of the Demon Night): мини-сериал из двух частей по 50 минут, продолжающий сюжет оригинального сезона. Вышел 15 и 22 декабря 2006 года.
- Гаро: Кровавый реквием (яп. Garo: Red Requiem): происходит незадолго до событий второго сезона. Вышел 30 октября 2010 года и стал возрождением франшизы[7].
- Гаро: Демон-дракон Синего Плача (яп. Garo: Soukoku no Maryu): эпилог ко второму сезону, описывающий путешествие Коги в мир, известный как Земля Обетованная. Вышел 23 февраля 2013 года.
- Гаро: Клык Богов (яп. Garo: Kami no Kiba): продолжение истории Рюги Догая. Использует главных персонажей из обоих сезонов о нём. Вышел 6 января 2018 года[8][9].
- Гаро: Лунный путешественник (яп. Garo: Gekkou no Tabibito): продолжение истории Райги Саедзимы. Вышел 4 октября 2019 года[10].